# Михайленко, Василий Терентьевич
Василий Терентьевич Михайленко (1907—1977) — старшина Рабоче-крестьянской Красной Армии, участник Великой Отечественной войны, Герой Советского Союза (1944).

## Биография
Василий Михайленко родился в 1907 году в Баку. Окончил четыре класса школы. До призыва в армию проживал в посёлке Эльбрус Кабардино-Балкарии. В 1941 году Михайленко был призван на службу в Рабоче-крестьянскую Красную Армию. С того же года — на фронтах Великой Отечественной войны. К марту 1944 года сержант Василий Михайленко командовал отделением 645-го стрелкового полка 202-й стрелковой дивизии 27-й армии 2-го Украинского фронта. Отличился во время форсирования Днестра.
21 марта 1944 года Михайленко в числе первых переправился через Днестр в районе села Серебрия Могилёв-Подольского района Винницкой области Украинской ССР и принял активное участие в боях за захват и удержание плацдарма на его западном берегу. Во главе группы солдат он очистил от противника и захватил окраину села, что способствовало успешной переправе основных сил. 23 марта 1944 года, действуя в составе разведгруппа, Михайленко взял в плен восемь немецких солдат.
Указом Президиума Верховного Совета СССР от 13 сентября 1944 года сержант Василий Михайленко был удостоен высокого звания Героя Советского Союза с вручением ордена Ленина и медали «Золотая Звезда».
После окончания войны в звании старшины Михайленко был демобилизован. Проживал в Зольском районе Кабардино-Балкарии, работал в колхозе. Скончался 22 августа 1977 года, похоронен в селе Светловодское Зольского района.
Был также награждён орденом Славы 3-й степени и рядом медалей.